# Здривля
Здри́вля — річка в Україні, у Малинському районі Житомирської області, права притока річки Ірша. Довжина 21 кілометр. 
Бере початок у болотистих місцях села Тарасівка, на висоті 172 метра. Протікає через ряд сіл. Влітку досить часто пересихає, особливо у верхів'ях.
Річка становить важливе місце в розвитку та веденню господарства. Тут присутні численні види риб, околиці населяють різноманітні тварини.